# Folegandros
Folegandros (griechisch Φολέγανδρος [fɔˈlɛɣanðrɔs] (f. sg.)) ist eine griechische Insel. Sie gehört zu den Kykladen  und bildet zusammen mit weiteren, unbewohnten Kleinstinseln eine Gemeinde innerhalb der Region Südliche Ägäis.

## Lage
Folegandros liegt in der südlichen Ägäis 40 km nordwestlich von Santorin, 27 km östlich von Milos und 56 km südwestlich von Naxos. Die Entfernung zur nächstgelegenen Insel Sikinos beträgt 10 km. Dazwischen, in der Folegandros Sikinos Meerenge liegen die unbewohnten Inseln Tria Adelfia, Kardiotissa, Karavas und Kalogeros. Bei einer Fläche von 32,384 km² beträgt die Länge etwa 12,5 km und die Breite weniger als 4 km. Zwischen der Bucht von Angali (Όρμος Αγκάλης, Όρμος Βαθύ) im Südwesten und der Bucht von Vorina (Όρμος Βορεινά) im Nordosten liegt mit etwa 1100 m die engste Stelle der Insel. Dadurch wird die längliche Insel in einen westlichen und einen größeren östlichen Teil gegliedert. Steilküsten prägen den gebirgigen östlichen Teil, die höchste Erhebung der Insel Agios Eleftherios (Άγιος Ελευθέριος) erreicht 416 m. Der Westteil ist hügelig, zum Teil verfallene Terrassenkulturen gehören zum Landschaftsbild. Die höchste Erhebung Merovigli (Μεροβίγλη) erreicht 312 m.

## Geschichte
Die frühesten Zeugnisse der Besiedlung sind die Reste einer prähistorischen Siedlung aus der Mitte des 3. Jahrtausends v. Chr. (Frühkykladikum II) im Norden auf der kleinen Felsenhalbinsel Kastelos (Καστέλος).
Im 5. Jahrhundert v. Chr. unterwarf sich Folegandros zuerst den Persern, trat aber kurze Zeit später dem Attischen Seebund bei. Wegen der unwirtlichen Landschaft bezeichnete Aratos die Insel Siderenia (σιδερένια, σιδηρά γη ‚die Eiserne‘), auch als Echmiri (αιχμηρή ‚die Gezackte‘) war sie in der Antike bekannt. Während der römischen Zeit war die Insel vermutlich Verbannungsort. Römische Münzen wurden in der Chrysospilia (Χρυσοσπηλιά ‚Goldhöhle‘) gefunden.
Vom 13. bis zum 18. Jahrhundert war die Insel immer wieder Piratenüberfällen ausgesetzt. Von der venezianischen Herrschaft bis ins 19. Jahrhundert hieß die Insel Polykandros (Πολύκανδρος) davor Belikentra (Μπελίκεντρα).
Nach der Eroberung Konstantinopels während des Vierten Kreuzzuges wurde Folegandros im Jahr 1207 von Marco Sanudo unterworfen und wurde dessen persönlicher Besitz im venezianischen Herzogtum Archipelagos. Nachdem die venezianische Herrschaft von Sultan Selim II. 1566 beendet wurde übernahmen zwischenzeitlich die Herren von Sifnos, die bologneser Familie Gozzadini, Folegandros, bis es 1617 unter osmanischer Herrschaft kam. Während des russisch-türkischen Krieges wurde die Insel zwischen 1770 und 1774 russisch.
Im Jahr 1828 wurde Folegandros, wie die übrigen Kykladeninseln, Teil des griechischen Staates. Relativer Wohlstand herrschte im 19. Jahrhundert, da Auswanderer aus Konstantinopel und Alexandria die Familien finanziell unterstützten. Vom Beginn des 20. Jahrhunderts bis zum Ende der Militärjunta 1974 wurde Folegandros wieder Verbannungsort.

## Gemeindegliederung
Von 1912 bis 1998 war die Insel in die beiden Gemeinden Chora und Ano Meria untergliedert. Mit der Gemeindereform von 1997 wurden sie zusammengelegt und bildeten zwei Gemeindebezirke der Landesgemeinde (kinotita) Folegandros. Seit der Verwaltungsreform 2010 haben sie den Status von Ortsgemeinschaften (Ez. gr. Topiki Kinotita Τοπική Κοινότητα) auf der nun als dimos (‚Gemeinde‘) geführten Insel. Die Gemeinde zählt 765 Einwohner, nur die drei größten Orte sind ganzjährig bewohnt.
| Ortsgemeinschaft | griechischer Name            | Code     | Fläche (km²) | Einwohner 2001 | Einwohner 2011 | Dörfer und Inseln                                              |
| ---------------- | ---------------------------- | -------- | ------------ | -------------- | -------------- | -------------------------------------------------------------- |
| Folegandros      | Τοπική Κοινότητα Φολεγάνδρου | 60050001 | 18,818       | 746            | 513            | Folegandros, Agios Ioannis, Karavostasis, Livadi, Tria Adelfia |
| Ano Meria        | Τοπική Κοινότητα Άνω Μεριάς  | 60050002 | 13,666       | 862            | 252            | Ano Meria, Agios Georgios, Ankali                              |
| Gesamt           | Gesamt                       | 6005     | 32,484       | 1608           | 765            |                                                                |

### Orte
Chora oder Folegandros (Χώρα Φολεγάνδρου)
Der Hauptort der Insel und Sitz der Kommunalverwaltung liegt etwa 3,5 km nordwestlich des Hafenorts Karavostasis am Rand eines nach Nordwesten ausgerichteten etwa 200 m tiefen Abgrunds über dem Meer. Marco Sanudo ließ Chora 1212 als Wehrdorf (Kastron) errichten, um die Bewohner vor Piratenüberfällen zu schützen. Da die äußersten Häuser aneinander gebaut wurden und keine nach außen liegenden Fenster hatten bildeten sie die Wehrmauer. Der Ort war nur über zwei Tore zugänglich. Erst Ende des 18. Jahrhunderts mit dem Ende der Piratenüberfälle siedelten sich außerhalb Menschen an.
Ano Meria
Ano Meria, der zweitgrößte Ort auf Folegandros, liegt 6 km entfernt von Chora im westlichen Teil der Insel. In Ano Meria gibt es kein Dorfzentrum, die Häuser liegen zerstreut über mehr als 2 km auf einem Bergrücken. Das Leben der Bewohner und die Bauweise der kleinen Häuser war bis vor wenigen Jahren weitgehend auf die Selbstversorgung mit landwirtschaftlichen Erzeugnissen und Tierhaltung ausgerichtet. Diese autonomen Wohneinheiten werden als Themonia (θεμωνιά) bezeichnet.
Karavostasis
Der Hafenort liegt im Osten der Insel, südlich schließen sich einige Badestrände an. Die kleine unbewohnte Insel Agios Georgios liegt etwa 1,1 km südöstlich.

## Sehenswürdigkeiten
Volkskundemuseum
Das 1988 gegründete Volkskundemuseum (Οικολογικό Λαογραφικό Μουσείο Φολεγάνδρου) ist in Ano Meria in einem typischen Bauernhaus des 19. Jahrhunderts untergebracht. Mit finanzieller Unterstützung des griechischen Kulturministeriums erwarb der Kulturverein Folegandros mit Sitz in Athen 1985 den alten, verlassenen Bauernhof mit 1200 m² Gelände. Ziel des Museums ist das unveränderte traditionelle Leben der Bewohner vom Mittelalter bis in die Mitte des 20. Jahrhunderts aufzuzeigen. Das Fehlen von Schifffahrt und Handel und die anhaltenden Piratenüberfällen bis zum Ende des 18. Jahrhunderts, schränkten den Lebensstandard stark ein und erforderten die Selbstversorgung mit Lebensmitteln.
Panagia
Die Kirche Panagia wurde etwas unterhalb der antiken Akropolis, heute Paliokastro genannt, auf den Ruinen eines antiken Tempels der Göttin Artemis Selasforos und Apollon Prostatirios als katholisches Nonnenkloster errichtet. Aufgrund einer Marmorinschrift wird vermutet, dass die Kirche im Jahr 1687 renoviert wurde. Die einschiffige Basilika trägt mehrere Kuppeln. Im Glockenturm, der unmittelbar neben der Kirche steht, wurde ein römischer Torso eingearbeitet. Ihre heutige Form entstand nach Bauarbeiten zwischen 1816 und 1821. Ein gepflasterter Serpentinenweg führt von Chora zur Kirche.
Chrysospilia
Die Chrysospilia (Χρυσοσπηλιά ‚Goldhöhle‘) liegt auf der Nordostseite etwa 30 m über dem Meeresspiegel. Die über 300 m tiefe Höhle besteht aus zwei Hauptkammern, die durch einen Korridor verbunden sind. In der ersten Kammer (100 × 50 m) wurden eine Zisterne aus römischer Zeit und ein menschliches Skelett gefunden, der Boden ist mit Muscheln übersät. In der zweiten 70 m langen Kammer haben sich Stalaktiten gebildet. Die Besonderheit der Höhle sind die über 400 an die Wände eingravierten oder geschriebenen Namen aus dem 4. Jahrhundert v. Chr. Die mehrheitlich männlichen Namen, die meisten mit Familiennamen, geben zusätzlich als Herkunftsort die Inseln der südlichen Ägäis oder Kreta an. Die bisherigen Ausgrabungen brachten Lampen mit erotischen Szenen und einen tönernen Phallus hervor. Deshalb wird angenommen, dass es sich um ein Initiationsritual oder eine mystische Zeremonie handelte, von der auch antike Geschichtsschreiber wie Ephoros von Kyme berichteten. Der Zugang ist vom Meer aus nur bei gutem Wetter möglich, in den Stein gehauene Treppen führen zum Eingang. Eine Besichtigung ist nicht möglich, da die archäologischen und speläologischen Untersuchungen noch nicht abgeschlossen sind.

## Wirtschaft

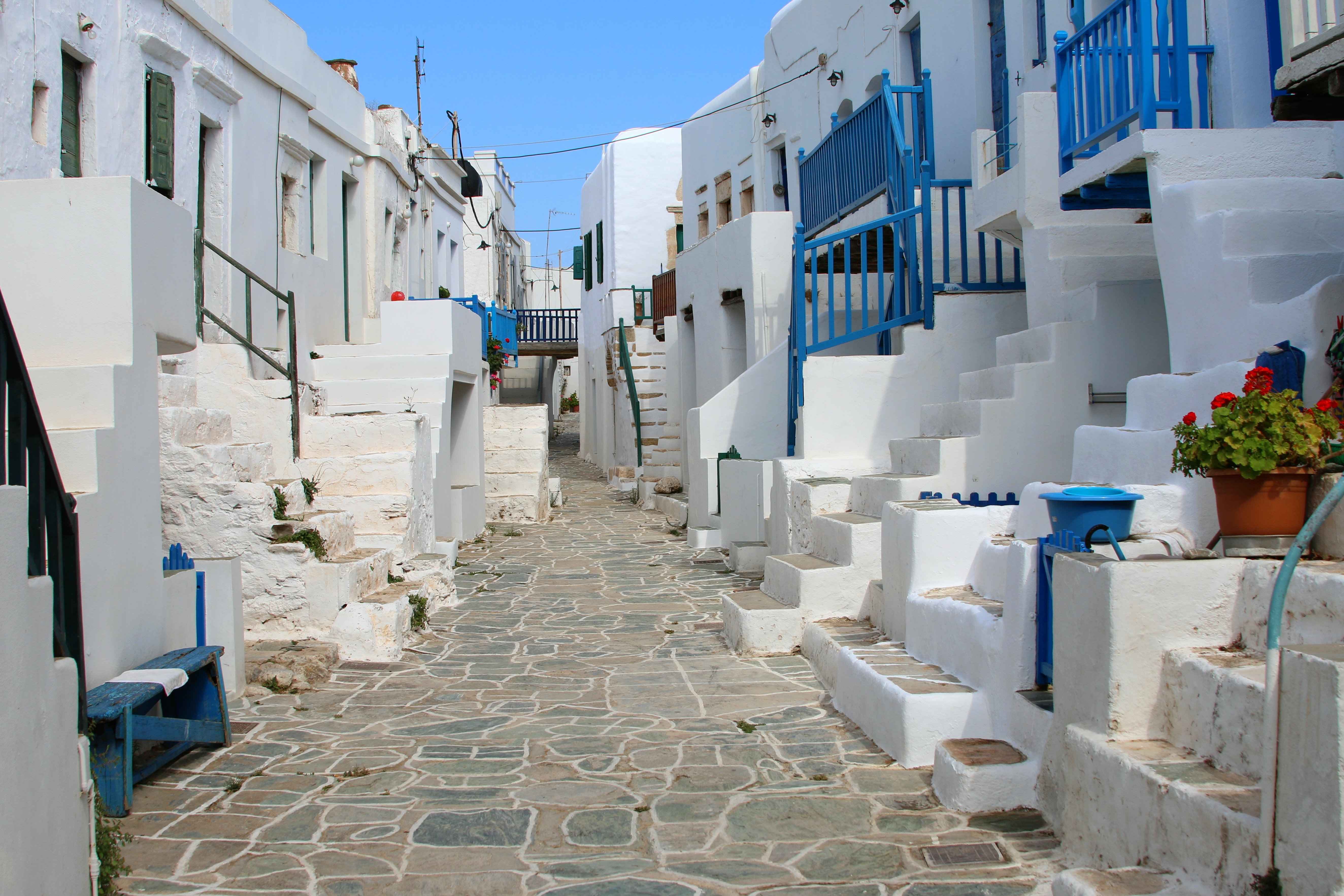
Straße in der Chora von Folegandros

Auf der kargen und wasserarmen Insel prägen Terrassen vor allem im hügeligen Ostteil das Landschaftsbild. Die Landwirtschaft ist ein Haupterwerbszweig und wird heute überwiegend zur Selbstversorgung betrieben. Angebaut werden Getreide, Hülsenfrüchte, Zwiebel und Gemüse, etwas Wein sowie Oliven- und Feigenbäume. Zunehmend verfallen die mit Trockensteinmauern (ξερολιθιές) angelegten Terrassen. In Weidewirtschaft gehaltene Ziegen liefern Fleisch und Milch für die Käseproduktion. Etwas Fischfang und Imkerei dient der Einkommensaufbesserung. Inzwischen lebt Folegandros weitgehend vom Tourismus.

## Verkehr
Folegandros ist nur mit dem Schiff erreichbar; dabei kann es wegen des relativ ungeschützten Hafens zu Verzögerungen (teilweise von mehreren Tagen) kommen. Es bestehen Fährverbindungen nach Milos und Piräus sowie über Sikinos nach Ios.
Zwei Buslinien verbinden die Ortschaften.

## Naturschutz
Folegandros ist ein wichtiger Rastplatz für Zugvögel. Der äußerste Westen sowie die Südseite der Insel ist als Natura-2000-Gebiet Folegandros Ost bis Sikinos West (Φολέγανδρος ανατολική μέχρι δυτική Σίκινο) GR 4220004 ausgewiesen und zugleich als IBA („Important Bird Area“) GR 157 Ios, Sikinos, Folegandros Island Group eingestuft.